# Frechberg
Frechberg är ett berg i Antarktis. Det ligger i Östantarktis. Nya Zeeland gör anspråk på området. Toppen på Frechberg är 2 879 meter över havet, eller 314 meter över den omgivande terrängen. Bredden vid basen är 3,4 km.
Terrängen runt Frechberg är kuperad norrut, men söderut är den bergig. Frechberg ligger uppe på en höjd som går i nord-sydlig riktning. Trakten är obefolkad. Det finns inga samhällen i närheten. 